# Dicranocephalus
Famille
Synonymes
- Dicranocephalidae  Hedicke, 1935 [2]

Genre
Dicranocephalus  est un genre d'insectes hémiptères du sous-ordre des hétéroptères (punaises), le seul de la famille des Stenocephalidae.

## Description
Les Dicranocephalus ont un corps oblong, de taille moyenne, avec une livrée brune ou brun-jaunâtre. La tête est allongée, porte des antennes de 4 segments (plus longues que la tête, le pronotum et le scutellum pris ensemble), des ocelles en arrière des yeux, et un rostre quadriarticulé. Les buccules entourant ce dernier ne s'étendent pas postérieurement au delà de la base des antennes. Les joues sont pointues en avant et plus longues que le clypeus. Le vertex (largeur entre les deux yeux) est moins large que la marge antérieure du scutellum (à l'inverse des Alydidae). Le pronotum est de forme trapézoïdale, le scutellum a l'apex allongé. Les hémélytres ont la membrane avec deux cellules basales, une grande et une petite, d'où partent plusieurs nervures longitudinales. Chez les femelles, les derniers segments abdominaux avec un ovipositeur. L'orifice des glandes odorantes est visible sur les métapleures (plaque à l'arrière du thorax). Les tarses médians et postérieurs comptent 3 articles. Ils mesurent entre 8 et 15 mm,,. Des uradénies (glandes exocrines) ont été décrites.

## Répartition
Dicranocephalus est présent dans l'Hémisphère est, la majeure partie dans les régions tropicales et subtropicales, avec la plus grande diversité d'espèces dans la zone afrotropicale, et quelques espèces dans la zone paléarctique, et une en Australie,.
En France, 5 espèces sont présentes.

## Biologie
Ce sont des insectes phytophages préférant les milieux secs et ensoleillés associés à des plantes de la famille des Euphorbiacées, principalement Euphorbia, sur lesquelles ils se nourrissent et pondent. Quelques espèces sont polyphages, se nourrissant de plantes appartenant aux familles Berberidaceae, Cupressaceae, Ericaceae, Euphorbiaceae, Pinaceae et Rosaceae. Aucune n'est connue pour causer des dégâts aux cultures, mais les ponctions sur les parties tendres favorisent l'inoculation de microorganismes qui occasionnent le dépérissement, voire la mort, de la plante. Les espèces européennes sont univoltines et hivernent sous les rochers.
Les œufs sont pondus sur la surface des tiges ou des inflorescences souvent par groupe de 6-10.
L'accouplement se fait sur ou près des inflorescence, et dans la position « cul-à-cul ».

## Systématique

### Stenocephalidae
La famille a été décrite par l'entomologiste britannique William Sweetland Dallas en 1852, bien que déjà mentionnée par Latreille (1825). Elle a toutefois été longtemps considérée comme une tribu des Alydidae, considérés eux-mêmes comme sous-famille des Coreidae. Scudder (1957) a donné les arguments définitifs pour en faire une famille séparée, sur la base de l'analyse des œufs, des genitalia mâles et femelles et d'autres critères morphologiques,, suivie par la plupart des auteurs modernes. Elle comprend un seul genre, Dicranocephalus, auquel parfois est ajouté Psotilnus Stål, 1860, que Moulet a synonymisé avec le précédent,. Aucun fossile n'est connu.
Elle est classée dans les Coreoidea, souvent considérée comme un intermédiaire entre ceux-ci et les Lygaeoidea, au sein des Pentatomomorpha.

### Dicranocephalus
Le genre Dicranocephalus a été décrit par l'entomologiste allemand Carl Wilhelm Hahn en 1826. Le nombre d'espèces varie de 16 à 30 selon les études. En particulier, Moulet a synonymisé plusieurs espèces, considérant les critères (coloration des pattes et des antennes, pilosité des pattes, paramères) comme des variations de formes plutôt que d'espèces,. 

#### Synonymie
- Stenocephala Berthold, 1827[14]
- Stenocephalus Latreille, 1829[15]
- Dicranomerus Hahn, 1831
- Psotilnus Stål, 1860[16]
- Dichomerus Stål, 1873[17]

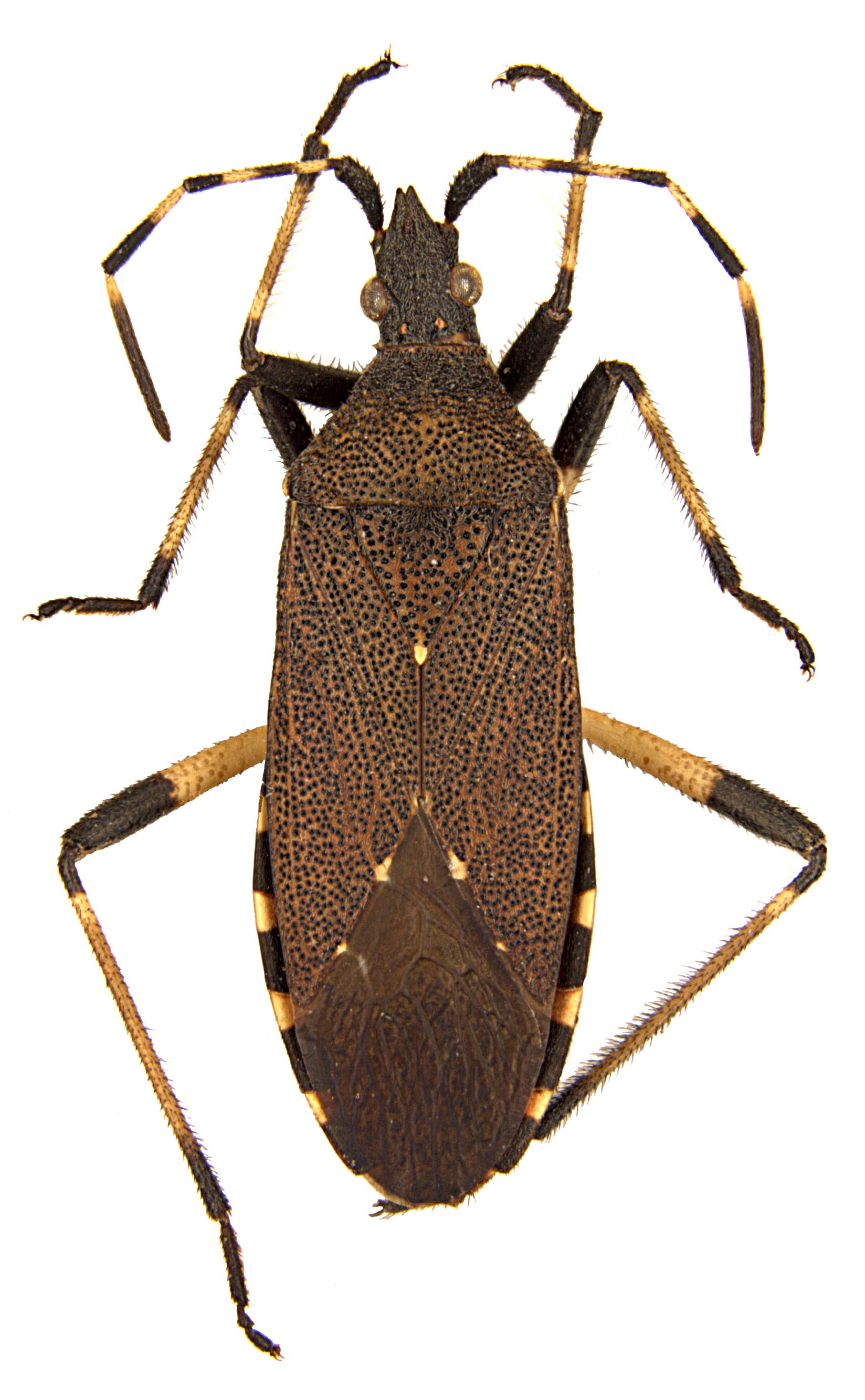
Dicranocephalus agilis, Zoologische Staatssammlung, Münich
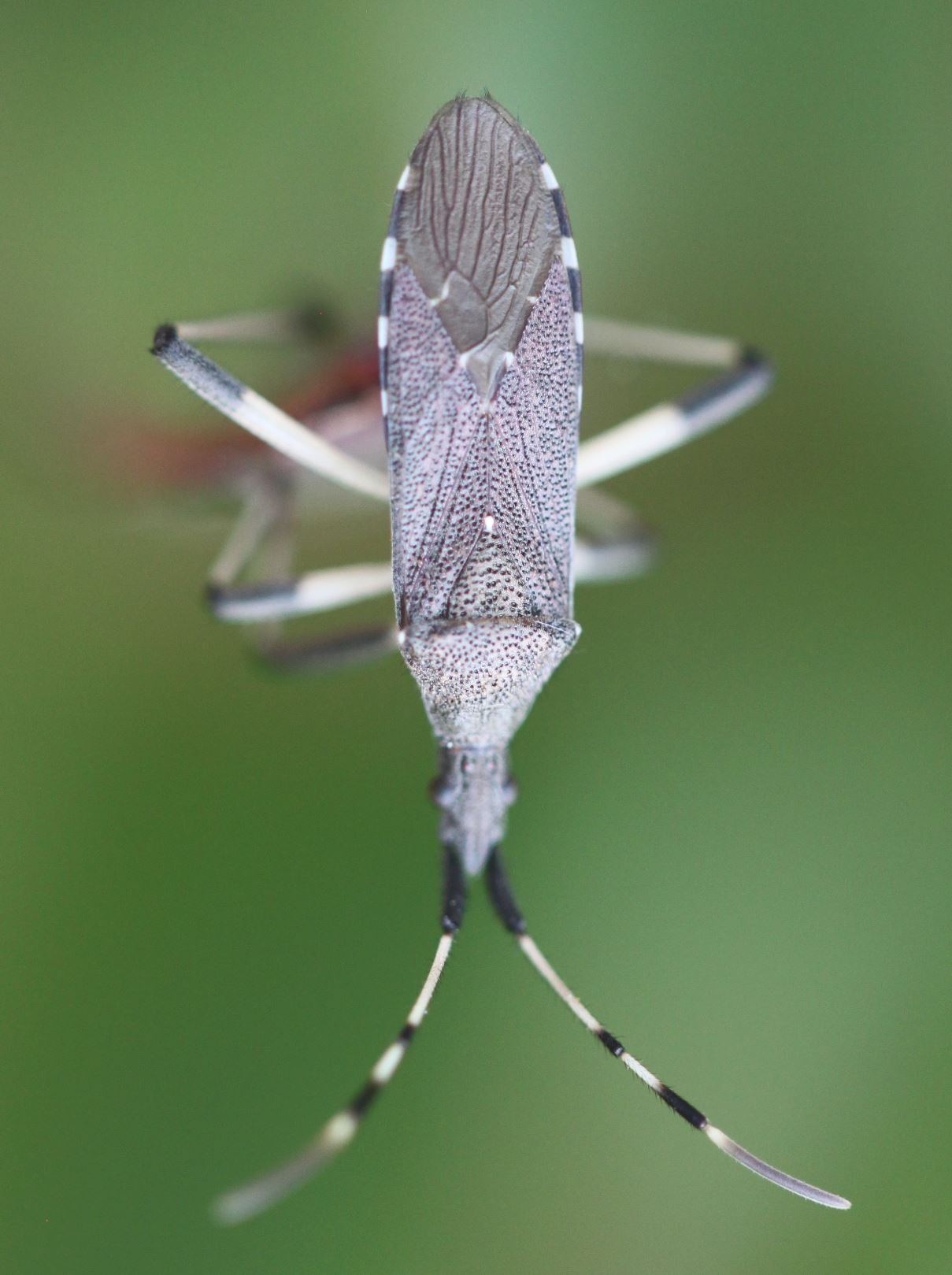
Dicranocephalus albipes
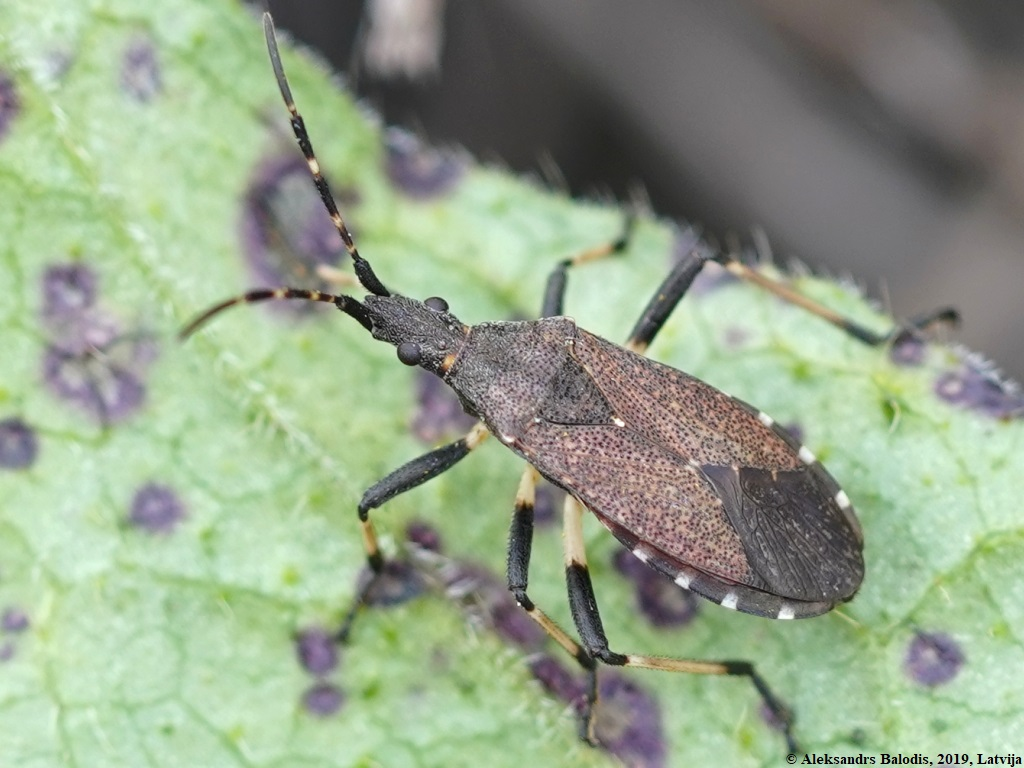
Dicranocephalus medius
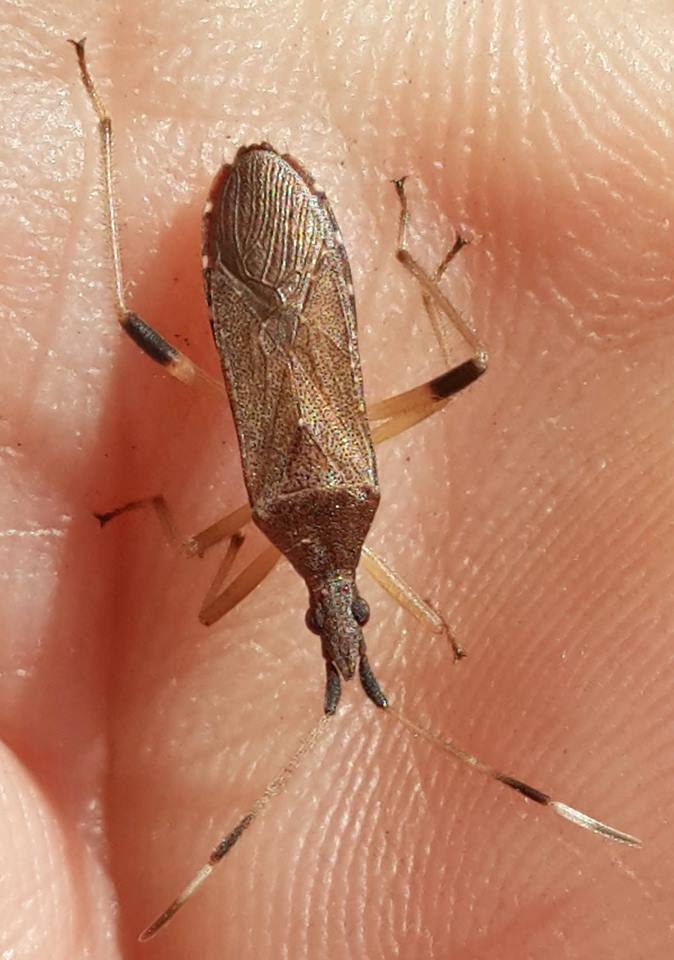
Dicranocephalus sp., une espèce sud-africaine
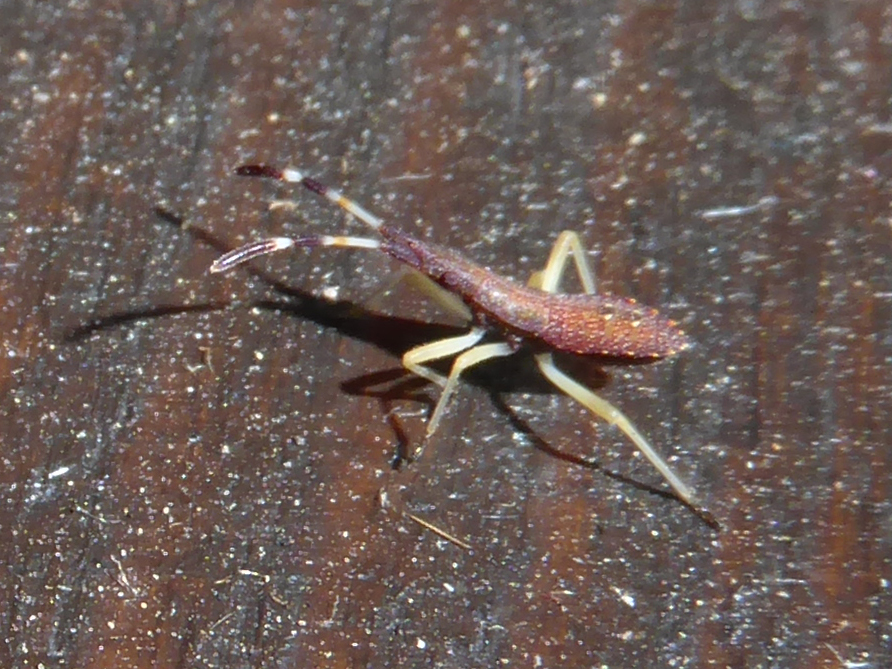
Juvénile de Dicranocephalus sp., Trentino, Italie
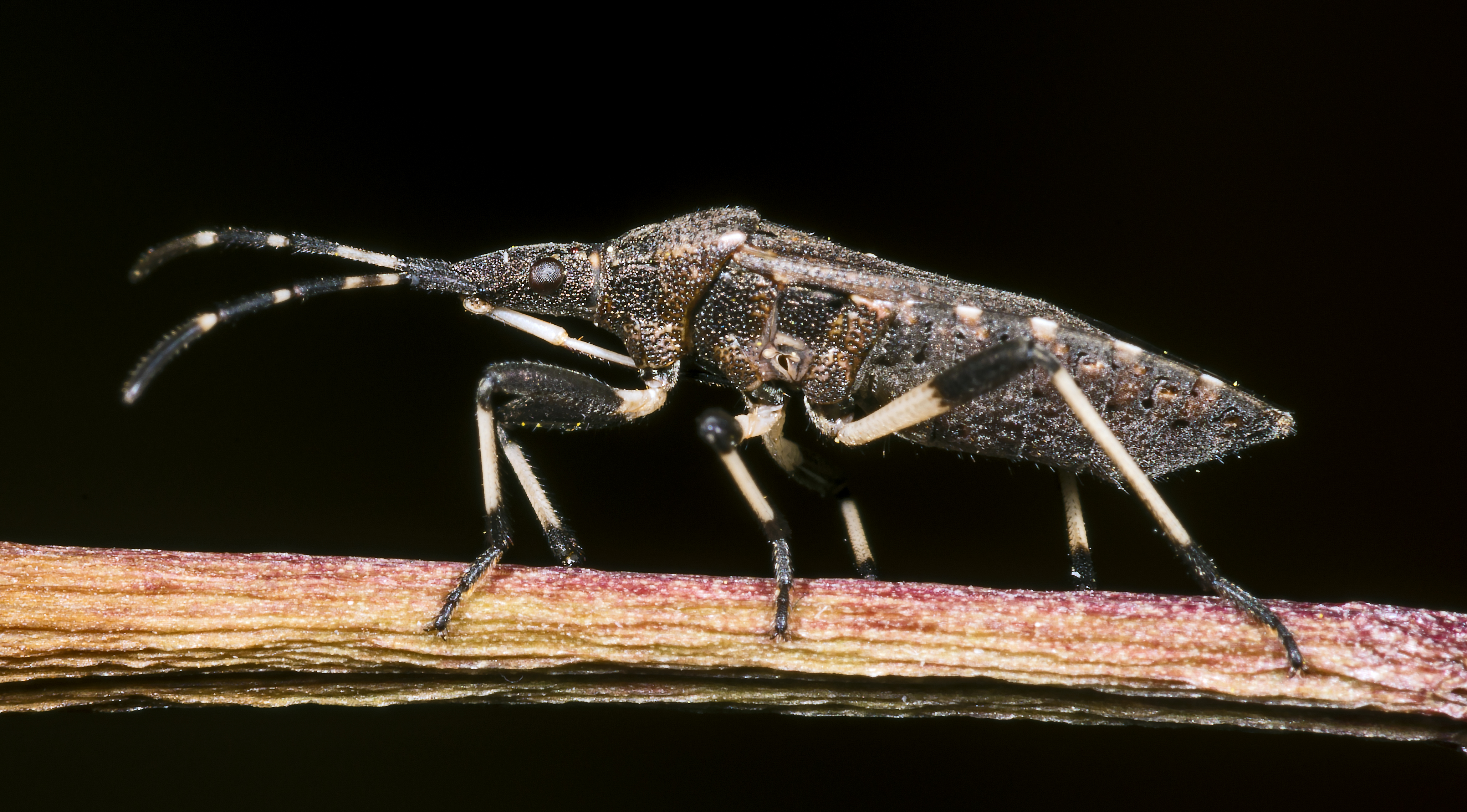
Dicranocephalus albipes, vue latérale montrant notamment l'ouverture de la glande odorante sur le métapleure thoracique.

#### Liste des espèces
Selon  Species File (7 octobre 2019) :
- Dicranocephalus agilis (Scopoli, 1763)
- Dicranocephalus albipes (Fabricius, 1781)
- Dicranocephalus alticolus (Zheng, 1981)
- Dicranocephalus aroonanus Brailovsky, Barrera, Göllner-Scheiding & Cassis, 2001
- Dicranocephalus brevinotum (Lindberg, 1935)
- Dicranocephalus caffer (Dallas, 1852)
- Dicranocephalus femoralis (Reuter, 1888)
- Dicranocephalus ferganensis (Horváth, 1887)
- Dicranocephalus ganziensis Ren, 1990
- Dicranocephalus haoussa (Villiers, 1950)
- Dicranocephalus hirsutus Moulet, 1993
- Dicranocephalus insularis (Dallas, 1852)
- Dicranocephalus kashmiriensis Lansbury, 1966
- Dicranocephalus lateralis (Signoret, 1879)
- Dicranocephalus lautipes (Stål, 1860)
- Dicranocephalus marginatus (Ferrari, 1874)
- Dicranocephalus marginicollis (Puton, 1881)
- Dicranocephalus medius (Mulsant & Rey, 1870)
- Dicranocephalus mucronifer (Stål, 1860)
- Dicranocephalus pallidus (Signoret, 1879)
- Dicranocephalus panelii Lindberg, 1959
- Dicranocephalus pilosus (Bergroth, 1912)
- Dicranocephalus prolixus Lansbury, 1965
- Dicranocephalus pseudotestaceus Lansbury, 1966
- Dicranocephalus punctarius (Stål, 1866)
- Dicranocephalus punctipes (Stål, 1873)
- Dicranocephalus putoni (Horváth, 1897)
- Dicranocephalus schmitzi Göllner-Scheiding, 1996
- Dicranocephalus setulosus (Ferrari, 1874)
- Dicranocephalus testaceus (Stål, 1860)

Selon Moulet (2021) :
- Groupe afro-indien :
  - Sous-groupe africain :
    - Dicranocephalus caffer (Dallas, 1852) (syn : D. haoussa (Villiers, 1950), D. lautipes (Stål, 1860), D. schmitzi Göllner-Scheiding, 1996)
    - Dicranocephalus hirsutus Moulet, 1993
    - Dicranocephalus marginatus (Ferrari, 1874) (syn : D. putoni (Horváth, 1897))
    - Dicranocephalus panelii Lindberg, 1959 (syn : D. pseudotestaceus Lansbury, 1966)
    - Dicranocephalus mucronifer (Stål, 1860) (syn : Psotilnus m.)
    - Dicranocephalus pallidus (Signoret, 1879)
    - Dicranocephalus punctipes (Stål, 1873)
    - Dicranocephalus punctarius (Stål, 1866) (syn : D. pilosus (Bergroth, 1912), D. prolixus Lansbury, 1965)
    - Dicranocephalus testaceus (Stål, 1860)

  - Sous-groupe indien :
    - Dicranocephalus lateralis (Signoret, 1879)

  - Sous-groupe australien :
    - Dicranocephalus aroonanus Brailovsky, Barrera, Göllner-Scheiding & Cassis, 2001
- Groupe paléarctique :
  - Dicranocephalus agilis (Scopoli, 1763) (syn : D. ferganensis (Horváth, 1887), D. femoralis (Reuter, 1888), D. brevinotum (Lindberg, 1935))
  - Dicranocephalus albipes (Fabricius, 1781)
  - Dicranocephalus marginicollis (Puton, 1881) (syn : D. kashmiriensis Lansbury, 1966)
  - Dicranocephalus medius (Mulsant & Rey, 1870)
  - Dicranocephalus setulosus (Ferrari, 1874)
  - Dicranocephalus insularis (Dallas, 1852)

Espèces douteuses: D. alticolus (Zheng, 1981) et D. ganziensis Ren, 1990, synonymisée par Tshernova avec D. femoralis. Moulet les a synonymisées, y compris D. femoralis, avec D. agilis.